# Piper pachoanum
Piper pachoanum är en pepparväxtart som beskrevs av C. Dc.. Piper pachoanum ingår i släktet Piper och familjen pepparväxter. Inga underarter finns listade i Catalogue of Life.